# Glasnice
Glasnice ili glasiljke su nabori tkiva grla koje su građene od sluznice grkljana. Gornja površina sluznice je vodoravna, a donja ukošena. Titranjem glasnica, modulirajući protok zraka, nastaje glas.

### Mrežna sjedišta
- glasnice. Hrvatska enciklopedija LZMK. Pristupljeno 4. lipnja 2025.